# Haplont
Haplonten sind Organismen, deren Zellkerne einen einfachen (haploiden) Chromosomensatz enthalten. Nur die im Zuge der geschlechtlichen Fortpflanzung auftretende Zygote dieser Lebewesen besitzt einen doppelten Chromosomensatz, ist also diploid. Dies beruht darauf, dass die bei der Befruchtung (Vereinigung zweier haploider Gameten und Verschmelzung der Zellkerne (Karyogamie)) entstandene Zygote bei ihrer Weiterentwicklung als Nächstes die Meiose (Reduktionsteilung) vollzieht, aus der wieder haploide Kerne hervorgehen.
Zu den Haplonten gehören viele Pilze (nur bei den Schlauchpilzen findet zwischen der Karyogamie und der Meiose in der diploiden Phase eine gewöhnliche Kernteilung (Mitose) statt), viele Algen und manche tierische Einzeller, insbesondere Flagellaten. Den umgekehrten Fall stellen die Diplonten dar, bei denen alle Zellen mit Ausnahme der Gameten (Eizellen und Spermien) diploid sind. Hierzu gehören der Mensch und alle anderen Metazoa. Drittens gibt es Diplohaplonten, bei denen sich haploide und diploide Generationen abwechseln. Dazu gehören die Landpflanzen (Embryophyta), wobei die haploide Generation nur bei Moosen und Farnen augenscheinlich ist.